# Love CPR
Love CPR è il quarto album in studio della cantante svedese September, pubblicato nel 2011.

## Tracce
Tracklist svedese
1. Party in My Head – 4:17
2. Resuscitate Me – 3:17
3. Something's Going On – 3:07
4. Intimate Connection – 3:35
5. Heat Rising – 3:55
6. Walk Away – 3:51
7. Ricochet – 2:54
8. Hands Up – 3:36
9. Me & My Microphone – 2:45
10. Music – 3:47
11. My Emergency – 3:38
12. Walk Alone – 2:51
13. White Flag – 3:04
14. Bump and Grind – 4:16
15. Baksmälla (featuring Petter) – 3:37
16. Kärlekens tunga – 3:10
17. Mikrofonkåt – 2:46
18. Vem ska jag tro på – 3:29
19. Teddybjörnen Fredriksson – 4:09
20. Nobody Knows (bonus track edizione digitale) – 2:57

Tracklist edizione internazionale
1. Party in My Head – 4:10
2. Resuscitate Me – 3:17
3. Something's Going On – 3:07
4. Intimate Connection – 3:35
5. Heat Rising – 3:55
6. Walk Away – 3:51
7. Ricochet – 2:54
8. Hands Up – 3:36
9. Me & My Microphone – 2:45
10. Music – 3:47
11. My Emergency – 3:38
12. Walk Alone – 2:51
13. White Flag – 3:04
14. Bump and Grind – 4:16
15. Nobody Knows (Bonus Track) – 2:57